# 蜂起
| ウィキペディアには「蜂起」という見出しの百科事典記事はありません（タイトルに「蜂起」を含むページの一覧/「蜂起」で始まるページの一覧）。 代わりにウィクショナリーのページ「蜂起」が役に立つかもしれません。 |